# Макаровский, Михаил Михайлович
Михаил Михайлович Макаровский (1783—1846) — малорусский писатель XIX века.

## Биография
Михаил Михайлович Макаровский обучался в Полтавской духовной семинарии, окончив которую, стал смотрителем Гадячского уездного училища.
Впоследствии занялся литературной деятельностью и написал несколько поэм, повестей и стихотворений:
- «Наталя»[1]
- «Гарасько»[2] и другие.